# Chad Channing
Pour les articles homonymes, voir Channing.
Chad Channing, né le 31 janvier 1967 à Santa Rosa (Californie), est un batteur qui joua notamment pour le groupe Nirvana.

## Biographie
En 1990, Chad Channing quitte le groupe Nirvana pour des différends créatifs et est remplacé par Dave Grohl). Il rejoint ensuite le groupe Fire Ants puis The Methodists[réf. nécessaire].
En 2004, il joue pour le groupe East of the Equator, originaire du même État de Washington qui vit naître Nirvana. East of the Equator s'étant séparé après un unique album (Technology Nursery), il est aujourd'hui[Quand ?] bassiste au sein du groupe Redband et travaille actuellement[Quand ?] sur son projet solo : Before cars[réf. nécessaire].